# Zoárda
A Zoárda a Zoárd férfinév női párja.

## Gyakorisága
Az 1990-es években szórványos név, a 2000-es években nem szerepel a 100 leggyakoribb női név között.

## Névnapok
- július 17.[2]
- december 3.[2]